# Rivière Sorehead
Der Rivière Sorehead ist ein ca. 60 km langer Zufluss der Hudson Bay in der Verwaltungsregion Nord-du-Québec der kanadischen Provinz Québec. Der hydrologische Hauptstrang hat eine Länge von 116 km.

## Flusslauf
Der Rivière Sorehead entwässert den 83 m hoch gelegenen See Lac Tasirjuarusiq. Der hydrologische Hauptstrang entspringt (⊙) 83 km östlich der Siedlung Akulivik. Nördlich des Lac Tasirjuarusiq befinden sich mehrere größere Seen, darunter Lac Koenig, Lac Ikkatujaaq und Lac Ipiutalik, die alle im Einzugsgebiet des Rivière Sorehead liegen. Der Rivière Sorehead fließt unterhalb des Lac Tasirjuarusiq anfangs 10 km nach Süden. Anschließend wendet er sich allmählich nach Westen. Auf den unteren 30 km fließt der Rivière Sorehead in Richtung Westnordwest und mündet schließlich 60 km nördlich von Puvirnituq in die Neakongut Bay (oder Baie Neakongut), eine Bucht an der Ostküste der Hudson Bay. Etwa 12,5 km oberhalb der Mündung trifft der Rivière Sanirqimatik von Norden kommend auf den Rivière Sorehead. Der Rivière Sorehead entwässert ein Gebiet von 2106 km².